# خانه کوچک عقدا
خانه کوچک عقدا مربوط به سدهٔ ۹ ه.ق است و در اردکان، جنب حسینیه کوچک عقدا واقع شده و این اثر در تاریخ ۱۱ مرداد ۱۳۸۴ با شمارهٔ ثبت ۱۲۶۵۳ به‌عنوان یکی از آثار ملی ایران به ثبت رسیده‌است.